# MD Chefe
Leonardo dos Santos Barreto (Rio de Janeiro, 2 de dezembro de 1999), mais conhecido como MD Chefe, é um rapper, compositor, e empresário brasileiro. O artista ficou conhecido nacionalmente pelos singles "Rei Lacoste" e "Tiffany". Suas canções abordam as principais características do estilo de vida do músico, com temas sobre moda, elegância e sofisticação. Suas duas primeiras canções de sucesso, atualmente cada uma, somam mais de cem milhões de streams na internet. Seu álbum de estreia ATG Tape, obteve seu lançamento na oitava posição do Top 10 Global Album Debuts do Spotify Charts.
MD Chefe também é conhecido pela participação na música "A Mais Disputada" de Marília Mendonça, Péricles e Papatinho, — que ficou conhecida como trilha sonora dos comerciais das Casas Bahia, por sua participação no relançamento da música "Nosso Flow" de Sorriso Maroto, e pela música "Google" juntamente com Lucas Lucco.
Com um álbum de estúdio, um extended play e dezessete singles lançado até então, MD Chefe se encontra entre os artistas do gênero hip hop mais ouvidos no país na atualidade, com mais de dois milhões e quinhentos mil ouvintes mensais, apenas no Spotify. MD Chefe soma cinco vitórias e oito indicações em premiações musicais nacionais e uma vitória internacional, sendo duas dessas indicações nacionais ao prêmio MTV Millennial Awards na categoria "Black Star Rising" e "Trap na Cena", e uma vitória ao prêmio internacional BET Awards, como "Best New International Act".

## Início da vida
Nascido na cidade do Rio de Janeiro no dia 02 de dezembro de 1999, Leonardo dos Santos Barreto é filho de Ana Paula Santos de Negreiros e de Eduardo Rodrigues Barreto. Não se sabe muito sobre sua infância, nem a história da sua família, mas que Barreto veio de família de classe média baixa. Barreto cresceu nas favelas do Morro do Turano e Fallet-Fogueteiro, passando sua infância entre a hostilidade das guerras causadas entre traficantes e policiais.
Sua primeira ligação com o hip hop foi através de batalha de rap de rua, época em que era conhecido como Madruguinha; apelido que faz alusão ao personagem Seu Madruga, devido ao chapéu velho que Barreto utilizou em sua primeira batalha de rima. Mais tarde, Barreto utilizou o nome Madruguinha na construção de seu nome artístico, abreviando como MD. A sigla não faz qualquer referência à droga "MD" (MDMA).

## Carreira musical

### 2018—2021: Início,ATG Tape
No início da carreira em 2018, MD Chefe e seu sócio, e amigo de longa data, DomLaike, com os royalties de seus primeiros lançamentos na Internet, financiaram a abertura do seu próprio estúdio de gravação, já que ambos ainda eram artistas regionais, e não seria fácil conseguir de imediato um contrato de gravação com alguma gravadora multinacional.
 Também era um plano de MD Chefe, de muito anos atrás, fundar sua própria gravadora independente, começando por um estúdio. MD Chefe, ainda sem álbum gravado, liberou diversos singles de forma digital para os streamings, que gradualmente foi se tornando popular. Naquele tempo, MD Chefe recebeu apoio de divulgação do ex-coletivo musical Young Fire Gang, — integrado por Flacko Joshy, Yung Nobre, NGC Daddy e Borges, — que começava alcançar uma certa notoriedade. Um exemplo, é sua colaboração na canção "Coisas Leves" de NGC Daddy, que foi fundamental para sua introdução na cena trap. E nesta parceria, MD Chefe e DomLaike disponibilizaram o estúdio para as gravações da Young Fire Gang.
O primeiro single de MD Chefe foi "Herança do Crime", lançado ainda em 2018. O single teve seu videoclipe dirígido por Léo Stronda, vocalista da dupla de rap Bonde da Stronda. Na sequência, MD Chefe lançou os singles "Água de Bandido", "RJ, Mais que Atlânta", "Beautiful Work", "Nexssa", "Fornalha" e "Audi A4" entre 2019 e 2021, a qual o fez se tornar popular na cena trap nacional a ponto de seu primeiro álbum de estúdio ter tido um grande sucesso de estreia no mercado fotográfico.
MD Chefe lançou seu álbum de estreia ATG Tape pela OffLei Sounds, — que integra seus dois primeiros grandes hits, — em 4 de agosto de 2021. O álbum estreou no 8º lugar no Top 10 Global Album Debuts, sendo um dos álbuns mais ouvidos do mundo naquela semana. O álbum também alcançou o 1° lugar Nacional do chart Apple Music Brasil. O álbum ATG Tape se tornou um marco como primeiro álbum de trap brasileiro a entrar em um Top 10 Global, uma posição que mais tarde foi alcançada por MC Cabelinho com o álbum Little Hair. Com o álbum, MD Chefe também foi o segundo artista de trap brasileiro a entrar em um Top Global, atrás somente de Filipe Ret, com o single "F*F*M*". Depois de MD Chefe, o terceiro lugar foi de Matuê, com o single "Quer Voar", e o quarto, Xamã, com o single "Malvadão III".
O primeiro single do álbum foi "Rei Lacoste" com a participação de DomLaike, que estreou na 41ª posição do chart do Top 50 Streaming - Brasil da Pro-Música Brasil. A canção rapidamente tornou-se viral nas redes sociais, — no TikTok, obteve mais de quarenta milhões de interações de fãs. "Rei Lacoste" alcançou o 1° lugar no YouTube, se mantendo em alta durante vários vários dias na plataforma. Atualmente conta com mais de cem milhões de execuções na Internet, somando YouTube e Spotify. O lançamento de Rei Lacoste consequentemente ocasionou em um levanto significativo nas ações da grife Lacoste, que mais tarde contratou MD Chefe para estrelar o comercial da marca no Brasil. "Tiffany", o segundo single do álbum, estreou na 45ª posição do chart Top 50 Streaming - Brasil da Pro-Música Brasil. "Tiffany" alcançou o 3° lugar na tabela da Apple Music Brasil e atualmente, com a somatória do YouTube e Spotify, possui mais de cem milhões de streams na Internet, sendo seu maior sucesso até então. No início do videoclipe da música "Tiffany", MD Chefe faz uma pequena dança improvisada, que mais tarde se tornou viral a reprodução do passinho pelo público no TikTok. Uns dos vídeos mais conhecidos de usuários da plataforma fazendo a pequena dança, foram do futebolista Gabigol, do Flamengo, e Vinicius Júnior, futebolista do Real Madrid. A terceira canção de maior destaque do álbum é "Fragância (Remix)" com a participação de PL Quest e L7nnon, que alcançou o 18° lugar no iTunes Chart Brasil.
MD Chefe também participou das canções "Hermès" de L7nnon, que alcançou trezentos mil visualizações em menos de uma hora de lançamento no YouTube, e "A Mais Disputada" de Marília Mendonça, Péricles e Papatinho, que alcançou o 2° lugar das mais executadas nas Rádios, em 2021. "A Mais Disputada" também foi trilha sonora do comercial das Casas Bahia no mesmo ano. O rapper foi convidado pelo cantor de música sertaneja Lucas Lucco para participar do seu projeto de música trap, chamado OtraFitta, que resultou no lançamento da música "Google" de MD Chefe e Lucco.
Ainda no mesmo ano, MD Chefe foi vencedor do Prêmio Nacional Rap TV em duas categorias, sendo elas "Revelação do Ano" e "Melhor feat. de Dupla" com a música Rei Lacoste, e foi indicado em mais outras duas categorias desta premiação. O rapper também venceu o prêmio de "Revelação" e foi indicado em mais três categorias no Prêmio Inverso Rap BR. A edição do Prêmio Multishow de 2021 foi criticada pelo rapper Filipe Ret devido a ausência de MD Chefe, e outros artistas entre os indicados, alegando que a premiação "não é honesta", e que MD Chefe e os demais citados são "quem realmente enchem de verdade as casas de shows". Na premiação Prêmio Genius Brasil de Música de 2021, MD Chefe venceu na categoria "Revelação do Ano" e "Música do Ano" com a canção Rei Lacoste, e também foi indicado na categoria "Melhor Instrumental" com a canção Tiffany.

### 2022—atualmente:22K Minitape, prêmio internacional
No dia 4 de abril de 2022 foi anunciado MD Chefe como atração do Rock in Rio 2022, no Espaço Favela. Dias depois, em 28 de abril, MD Chefe lançou o extended play intitulado 22K Minitape distribuído pela Sony Music Brasil no formato download digital e streamings. O mini-álbum foi projetado para ser uma homenagem ao seu público feminino, sendo assim, MD Chefe convidou apenas artistas femininas para colaborarem no EP. O 22K Minitape estreou na 38ª posição do chart da Apple Music Brasil no dia 29 de abril, e chegou até a 20ª colocação no dia 2 de maio. O primeiro single "Burberry" estreou na 10ª posição do YouTube, e o segundo single "22K", estreou na 12ª posição. O terceiro single foi "Tato & Sutileza", um R&B com a participação de Negra Li.
No mesmo ano, MD Chefe colaborou com Sorriso Maroto, MC Dricka e L7nnon, em um lançamento pela Pineapple Storm. Que resultou na música "Nosso Flow", em versão trap e funk. Nosso Flow estreou no 3° lugar em alta no YouTube.  Em seguida, MD Chefe participou da canção "Rio Sul" de MC Cabelinho, single do álbum Little Hair. Mais tarde, o rapper se apresentou nos eventos REP Festival, no Rio de Janeiro, e no Cena 2K22, em São Paulo, que são dois dos principais eventos de rap do brasileiro.
No dia 08 de Junho de 2022 MD Chefe foi indicado na premiação norte-americana BET Awards. O rapper foi o único artista brasileiro indicado na categoria "Best New International Act" do BET Awards 2022. No dia 26 de Junho de 2022 foi vencedor do prêmio BET Awards, derrotando concorrentes do Reino Unido, África do Sul, Nigéria, e França. MD Chefe se tornou o único artista brasileiro a receber o troféu, até então. No dia 23 de Junho do mesmo ano, MD Chefe foi indicado na premiação MTV Millennial Awards nas categorias "Black Star Rising" e "Trap na Cena".

## Caracteristicas musicais

### Estilo musical
O rap underground e a cultura hip hop no geral influenciou a carreira de MD Chefe, a qual teve o primeiro contato através das competições de skate e batalha de rap. Adaptando-se a atualidade, onde o subgênero trap se mantém em ascensão, MD Chefe, desde o início, construiu sua carreira como trapper, embora possua bastante influência do freestyle de rua. MD Chefe afirma que todas as suas músicas são construídas em improvisos, preferindo não trabalhar com escrita. O artista acredita que dessa forma sua criatividade e a construção do flow funciona melhor.
A música de MD Chefe ostenta de uma forma diferente da maioria das canções de trap, que no geral, os trappers interpretam o estereótipo do favelado que tornou-se milionário. Se auto-intitulando "realeza", MD Chefe procura mostrar um estilo de vida grã-fino, mantendo uma postura mais sofisticada, apesar de sempre exaltar em suas letras a comunidade de onde veio. MD Chefe afirma que a personalidade mostrada em sua performance artística não é um personagem, mas que sempre se portou de tal forma.

### Voz
Com a voz grave de baixo-barítono/baixo cantante, cuja extensão vocal abrange 2 oitavas, MD Chefe costuma cantar de um jeito sensual e sussurrante. Para muitas pessoas, sua voz grave marcante soa desproporcional ao seu porte físico e sua baixa estatura. Outras características do seu canto é suas rimas lentas e calmas sobre instrumentais agressivos. Em uma entrevista para o jornal O Globo em 2021, MD Chefe diz:
— A verdade é essa, acredito que foi o Eterno que me deu essa voz.

## Carreira empresarial

### OffLei Sounds
MD Chefe em 2020, fundou a gravadora musical OffLei Sounds, juntamente com seus sócios Jefferson Vianna e Gabriel Bijos. A gravadora gerencia a carreira de cinco artistas, incluindo o próprio MD Chefe, e possui em torno de dezessete funcionários na equipe de produção musical e áudio visual. OffLei Sounds atualmente é uma das gravadoras de rap do Brasil que mais tem faturado nos últimos anos, atrás somente de Mainstreet Records, Pineapple Storm, e Medellin Records. A sede da empresa fica localizada na cidade do Rio de Janeiro, no Fallet-Fogueteiro.

## Personagem satírico
MD Chefe é personagem de humor de diversos humoristas, por meio do YouTube e TikTok. Devido aos personagens, seus bordões "E a verdade é essa", "tchu-tchuco", "não agradou o paladar da realeza", "chique e confortável" se tornaram memes conhecidos pelo público na Internet. Um dos humoristas mais conhecidos por o interpretar de forma caricaturada é Michel Elias. Whindersson Nunes já interpretou personagem de MD Chefe em seu canal no YouTube.

## Vida pessoal
Barreto segue a religião cristã, e costuma se referir à Deus como "o Eterno". O cantor é pai, e em 2022 revelou que a criança é do sexo feminino e que seu nome é Ariella, fruto do relacionamento com sua atual namorada, a modelo Tóia Gomes. Barreto tem a estatura de 1,69 m, segundo dito por ele próprio durante a entrevista para o podcast PodDelas.

## Discografia

### Álbuns de estúdio
- ATG Tape (2021)
- Baby Chefe' (2023)
- Estrela do Rap (2024)
- GARBO E ELEGÂNCIA (2025)

### Extended plays
- 22K Minitape (2022)

## Singles

### Como artista principal
| Ano                                                                                     | Título                                     | Melhores posições (streamings) | Álbum                  |
| Ano                                                                                     | Título                                     | BRA                            | Álbum                  |
| --------------------------------------------------------------------------------------- | ------------------------------------------ | ------------------------------ | ---------------------- |
| 2019                                                                                    | "Herança do Crime"                         | —                              | Não adicionado á álbum |
| 2019                                                                                    | "Água de Bandido"                          | —                              | Não adicionado á álbum |
| 2019                                                                                    | "RJ, Mais Que Atlânta"                     | —                              | Não adicionado á álbum |
| 2020                                                                                    | "Beautiful Work"                           | 55                             | Não adicionado á álbum |
| 2020                                                                                    | "Nessxa"                                   | —                              | Não adicionado á álbum |
| 2020                                                                                    | "Fragância (ft. PL Quest)"                 | —                              | Não adicionado á álbum |
| 2021                                                                                    | "Fornalha"                                 | 77                             | Não adicionado á álbum |
| 2021                                                                                    | "Audi A4" (ft. Flacko)                     | —                              | Não adicionado á álbum |
| 2021                                                                                    | "Montblanc" (ft. MC Cabelinho)             | 88                             | ATG Tape               |
| 2021                                                                                    | "Artigo de Grife"                          | 95                             | ATG Tape               |
| 2021                                                                                    | "Fragância (Remix)" (ft. PL Quest, L7nnon) | 18                             | ATG Tape               |
| 2021                                                                                    | "Rei Lacoste" (ft. DomLaike)               | 5                              | ATG Tape               |
| 2021                                                                                    | "Tiffany"                                  | 3                              | ATG Tape               |
| 2021                                                                                    | "Google" (ft. Lucas Lucco, DomLaike)       | —                              | Não adicionado á álbum |
| 2022                                                                                    | "Burberry" (ft. Kloe)                      | —                              | 22K Minitape           |
| 2022                                                                                    | "22K" (ft. Tshawtty)                       | —                              | 22K Minitape           |
| 2022                                                                                    | "Tato & Sutileza" (ft. Negra Li)           | —                              | 22K Minitape           |
| "—" denota singles que não entraram nas paradas musicais ou não foram lançados no país. |                                            |                                |                        |

### ParaOffLei Sounds
| Título                                                                                  | Melhores posições (streamings) |
| Título                                                                                  | BRA                            |
| --------------------------------------------------------------------------------------- | ------------------------------ |
| "Artigo de Grife" (de MD Chefe, Luka-Luka, DomLaike)                                    | —                              |
| "Blue" (de MD Chefe, DomLaike, Cax Camp)                                                | —                              |
| "Queridinhos" (de MD Chefe, Cax Camp, Rare-G)                                           | 70                             |
| "—" denota singles que não entraram nas paradas musicais ou não foram lançados no país. |                                |

### Participação especial
| Título                                                                                         | Melhores posições (streamings) |
| Título                                                                                         | BRA                            |
| ---------------------------------------------------------------------------------------------- | ------------------------------ |
| "A Mais Disputada" - Marília Mendonça, Péricles, Papatinho (ft. MD Chefe, DomLaike)            | 2                              |
| "Hermès" - L7nnon (ft. MD Chefe)                                                               | 186                            |
| "Nosso Flow" - Sorriso Maroto & Pineapple Storm (ft. MD Chefe, L7nnon, Salve Malak, MC Dricka) | 9                              |
| "Rio Sul" - MC Cabelinho (ft. MD Chefe, DomLaike)                                              | 74                             |
| "Coisas Leves" - NGC Daddy (ft. MD Chefe)                                                      | —                              |
| "Ano Novo (R4)" - DomLaike (ft. MD Chefe)                                                      | —                              |
| "—" denota singles que não entraram nas paradas musicais ou não foram lançados no país.        |                                |

## Prêmios e indicações
| Ano  | Prêmio                         | Categoria                              | Nomeação                              | Resultado | Ref.          |
| ---- | ------------------------------ | -------------------------------------- | ------------------------------------- | --------- | ------------- |
| 2021 | Prêmio Nacional Rap TV         | Revelação                              | MD Chefe                              | Venceu    | [ 48 ]        |
| 2021 | Prêmio Nacional Rap TV         | Melhor "feat." Em Dupla                | MD Chefe - "Rei Lacoste" ft. DomLaike | Venceu    | [ 48 ]        |
| 2021 | Prêmio Nacional Rap TV         | Melhor Música                          | "Tiffany"                             | Indicado  | [ 79 ]        |
| 2021 | Prêmio Nacional Rap TV         | Hit do Ano                             | "Rei Lacoste"                         | Indicado  | [ 79 ]        |
| 2021 | Prêmio Inverso Rap BR          | Revelação                              | MD Chefe                              | Venceu    | [ 49 ]        |
| 2021 | Prêmio Inverso Rap BR          | Melhor Música                          | "Rei Lacoste"                         | Indicado  | [ 49 ]        |
| 2021 | Prêmio Inverso Rap BR          | Melhor Artista                         | MD Chefe                              | Indicado  | [ 49 ]        |
| 2021 | Prêmio Inverso Rap BR          | Melhor Música em Colaboração           | "Rei Lacoste"                         | Indicado  | [ 49 ]        |
| 2021 | Prêmio Genius Brasil de Música | Revelação                              | MD Chefe                              | Venceu    | [ 51 ]        |
| 2021 | Prêmio Genius Brasil de Música | Música do Ano                          | "Rei Lacoste"                         | Venceu    | [ 51 ]        |
| 2021 | Prêmio Genius Brasil de Música | Melhor Instrumental                    | "Tiffany"                             | Indicado  | [ 51 ]        |
| 2022 | BET Awards                     | Melhor Artista Revelação Internacional | MD Chefe                              | Venceu    | [ 17 ] [ 61 ] |
| 2022 | MTV Millennial Awards          | Black Star Rising                      | MD Chefe                              | Indicado  | [ 64 ]        |
| 2022 | MTV Millennial Awards          | Trap na Cena                           | MD Chefe                              | Indicado  | [ 80 ]        |